# Pratt & Whitney JT9D
Pratt & Whitney JT9D je dvouproudový motor amerického výrobce Pratt & Whitney. Šlo o první dvouproudový motor s vysokým obtokovým poměrem pro civilní použití. Vyvinut byl v polovině 60. let pro Boeing 747, se kterým vznikl nový typ širokotrupého letounu. 
Vývoj motoru JT9D začal v září 1965 jako součást návrhu letounu Lockheed C-5 Galaxy. S firmou Pratt & Whitney byla uzavřena smlouva o výzkumu potřebného motoru velkého typu, ale výrobní smlouva byla nakonec udělena společnosti General Electric a jejich motoru TF39. JT9D si nakonec vybrala firma Boeing pro svůj Boeing 747. První rozběh motoru se uskutečnil v testovacím zařízení v prosinci 1966 v East Hartfordu v Connecticutu a první let motoru proběhl v červnu 1968 na letounu Boeing B-52E, který sloužil jako testovací pro 747.
Pratt & Whitney čelila obrovským potížím s konstrukcí JT9D během testovacího programu Boeingu 747. Závady motoru během letových testů vedly k tomu, že třicet letounů bylo odstaveno mimo továrnu s betonovými bloky visícími ze závěsů a čekalo se na překonstruované motory.

## Varianty
- JT9D-3
- JT9D-3A
- JT9D-7A/F/J
- JT9D-7Q
- JT9D-7R4
- JT9D-7AH

## Specifikace (JT9D-7)
Data: PW

### Technické údaje
- Typ: dvouhřídelový dvouproudový motor s nízkým obtokovým poměrem
- Průměr: 2 340 mm
- Délka: 3 260 mm
- Hmotnost suchého motoru: 3 905 kg

### Součásti
- Kompresor: axiální, 1 dmychadlo, 3 nízkotlaké stupňů, 11 stupňů vysokotlakého kompresoru
- Spalovací komora: prstencová
- Turbína: 2 vysokotlaké stupně, 4 nízkotlaké stupně

### Výkony
- Maximální tah: 205,95 až 222,41 kN při vzletu
- Celkový poměr stlačení: 23.4:1
- Měrná spotřeba paliva: 61,16 kg/kN/hr při M0,8 v 11 000 m
- Poměr tah/hmotnost: 5,4 až 5,8